# Pirâmide pentagonal alongada
Em geometria, a pirâmide pentagonal alongada é um dos Sólidos de Johnson (J9). Como o nome sugere, pode ser construído alongando-se uma pirâmide pentagonal ao juntar um prisma pentagonal a sua base. Como qualquer pirâmide alongada, o sólido resultante é topologicamente, mas não geometricamente, autodual.